# Алту-душ-Мойньюш (станция метро)
«А́лту-душ-Мо́йньюш» (порт. Alto dos Moinhos) — станция Лиссабонского метрополитена. Находится в западной части города. Расположена на Синей линии (Линии Чайки) между станциями «Колежиу-Милитар/Луш» и «Ларанжейраш». Открыта 14 октября 1988 года. Станция носит то же название, что и район, в котором она расположена, которое переводится дословно с португальского, как «возвышенность, на которой стоят мельницы».

## Описание
Художник Жулиу Помар главной темой оформление станции выбрал уличные рисунки, посвящённые четырём знаменитым португальским поэтам: Луишу ди Камойншу, Мануэлу ду Бокаже, Фернанду Песоа и Жозе ди Алмада Негрейрушу.

## Галерея
- Декорация стен
- Декорация стен
- Посадочная платформа
- Декорация стен
- Пропускные турникеты
- Вестибюль станции
- Декорация стен
- Вход на станцию